# فرناز فصیحی
فرناز فصیحی شیرازی (زاده ۱۹۷۱) روزنامه‌نگار ایرانی-آمریکایی است. او از سال ۲۰۱۹ برای نیویورک تایمز کار می‌کند. او رئیس دفتر سازمان ملل این روزنامه است و دربارهٔ اخبار ایران می‌نویسد. وی پیش از این ۱۷ سال نویسنده ارشد روزنامهٔ وال‌استریت جورنال و گزارشگر مسائل خاورمیانه بود.
فصیحی مؤلف کتابی در زمینهٔ جنگ عراق به‌نام در انتظار یک روز عادی است که به خاطره‌ای از چهار سال زندگی او در جنگ عراق می‌پردازد.

## اوایل زندگی
فرناز فصیحی در ۲۵ مه سال ۱۹۷۱ در آمریکا متولد شد. پس از مدتی او به همراه با خانواده به ایران رفت. پس از آغاز جنگ ایران و عراق وی به همراه خانواده به پورتلند، اورگن بازگشت.
فرناز فصیحی دارای مدرک کارشناسی زبان انگلیسی از دانشگاه تهران و کارشناسی ارشد در رشته روزنامه‌نگاری از دانشگاه کلمبیا است.

## فعالیت حرفه ای
وال استریت ژورنال
از سال ۲۰۰۳ همکاری خود را با نشریه آمریکایی وال استریت جورنال آغاز کرده و بلافاصله پس از آن، چهار سال را برای تهیه گزارش و خبر در عراق به سر برده است. کتاب خاطرات انتظار برای یک روز عادی، از دیگر رهاوردهای این اقامت چهار ساله است که به تأثیر جنگ بر زندگی مردم عادی عراق، جدا از دنیای نظامیان و سیاستمداران می‌پردازد.

### نیویورک تایمز
فصیحی در ژوئیه ۲۰۱۹ به عنوان گزارشگر به نیویورک تایمز پیوست، و مستقر در نیویورک است.
فصیحی در نوامبر ۲۰۱۹ در خصوص خیزش‌ها در ایران گزارش کرد و برای نخستین بار از قتل‌عام ماهشهر خبررسانی کرد، و با جزئیات نحوه شلیک منجر به سرنگونی سپاه پاسداران انقلاب اسلامی به پرواز شماره ۷۵۲ هواپیمایی بین‌المللی اوکراین را در گزارش خود بازسازی کرد، پرواز مسافری ای که به آن شلیک شد و به مدت سه روز دربارهٔ آن دروغ گفته شد.
همچنین در سال ۲۰۱۹، فصیحی یکی از گزارشگران یک پروژه تحقیقی مشترک بین نیویورک تایمز و اینترسپت به نام «نامه‌های ایران» دربارهٔ نامه‌های اطلاعاتی یافته شده‌ای بود که میزان نفوذ ایران در عراق را افشا می‌کرد.
در اکتبر ۲۰۲۰ تحقیق فصیحی در خصوص جنبش من هم ایران اتهامات سوء رفتار جنسی علیه آیدین آغداشلو هنرمند برجسته را افشا کرد.
در اوت ۲۰۲۱، گزارش شد فصیحی در طول چند ماه هدف رشته تهدیدهای خشونت‌آمیز و حملات سایبری بعضی گروه‌های اپوزیسیون ایرانی و ترول‌های اینترنتی قرار گرفته. او هدف داکسینگ قرار گرفت و به مرگ و تجاوز جنسی تهدید شد. نیویورک تایمز در ۶ اوت بیانیه ای در توییتر در حمایت از او منتشر کرد. ائتلاف برای زنان در روزنامه‌نگاری این حملات را محکوم کرد و آن را «عمیقاً جنسیتی و زن‌ستیزانه" خواند.
در اکتبر ۲۰۲۱، گروهی از منتقدین در نامه ای سرگشاده فصیحی و نیویورک تایمز را به خاطر "[انکار (جابجاکردن قربانی و سوءاستفاده‌گر)] و عادی سازی «وحشی گری حکومتی» متهم به گزارش‌های "خبری جعلی" و محکوم کردند، اتهامی که هیات تحریریه و روابط عمومی نیویورک تایمز و فصیحی آن را در یک بیانیه عمومی رسمی رد کردند.
در آوریل ۲۰۲۲, نیویورک تایمز اعلام کرد فصیحی به ریاست دفتر نیویورک تایمز در سازمان ملل منصوب شده و علاوه بر ایران، سازمان ملل را نیز پوشش خواهد داد.

## جایزه‌ها
فرناز فصیحی در بهار سال ۲۰۱۰ چهار جایزه بین‌المللی روزنامه‌نگاری برای پوشش تظاهرات ضد دولتی سال ۲۰۰۹ در ایران دریافت کرد از جمله، جایزه روزنامه‌نگاری رابرت کندی در گرایش گرایش‌های جهانی حقوق بشر و عدالت.
فصیحی پس از دریافت جایزه، به رادیو زمانه گفت: «حضور بین مردم و ارتباط با آنها موجب کیفیت بهتر کار می‌شد و از طرفی منعکس کردن دیدگاه‌های یک بسیجی که در سرکوب تظاهرکنندگان نقش داشته نیز بسیار برای آمریکاییان جالب بود. اینکه هر دو طرف در گزارش‌ها بوده‌اند.

وی هم‌چنین برنده جایزه خبر نیوانگلند آسوشیتدپرس و جایزه هنری پرینگل دانشکده کارشناسی ارشد روزنامه‌نگاری دانشگاه کلمبیا
شده است.

## دیدگاه‌ها
او مراسم تشییع جنازه قاسم سلیمانی را دریای بی‌کرانی از مردم توصیف کرد که در طول عمر حرفه‌ای خود مانند آن را به یاد ندارد.
وی هم‌چنین پس از انتشار خبر کشف جسد آزاده نامداری در توییتر، او را یک مجری تلویزیونی معرفی کرد که تحت آزارها و تهدیدهای آنلاین قرار داشته است.